# Gao (langue gelao)
Pour les articles homonymes, voir Gao.
Le gao, ou aqao ou qau, est une langue taï-kadaï, de la branche kadaï, parlée en Chine dans le centre de la province de Guizhou par les Gelao. Elle est parlée par environ 2 000 personnes en 2011, principalement des personnes âgées et est pratiquement éteinte.

## Géographie
Le gao est parlé dans le centre de la province du Guizhou : dans le village de Dongkou du xian de Shuicheng, dans le village de Niudong du xian de Zhijin, à Dagoufang dans le xian de Pingba, dans le village de Wozi du xian de Puding, dans le village de Longxia du comté de Langdai et dans les villages de Mosu et Wanzi.

## Classification
Le gao est un des ensembles de parlers du gelao, avec le gelao blanc, le gelao rouge et le gelao vert. Il fait partie des langues kadaï, un des groupes des langues taï-kadaï.

## Phonologie
Les tableaux présentent les phonèmes du gao parlé à Wanzi dans le district de Xixiu rattaché à la ville d'Anshun, au Guizhou.

### Voyelles
Les voyelles sont :
|         | Antérieure | Centrale | Postérieure |
| ------- | ---------- | -------- | ----------- |
| Fermée  | i [i]      |          | u [u]       |
| Moyenne | e [e]      | ə˞ [ə˞]  | o [o]       |
| Ouverte | a [a]      | ɐ [ɐ]    |             |

### Consonnes
Les consonnes sont :
|              |              | Bilabiales | Alvéolaires | Alvéolaires | Alv.-p.     | Dorsales  | Dorsales | Glottales |
| ------------ | ------------ | ---------- | ----------- | ----------- | ----------- | --------- | -------- | --------- |
| Centrales    | Latérales    | Bilabiales | Vélaires    | Uvulaires   | Alv.-p.     |           |          | Glottales |
| Occlusives   | Sourde       | p [p]      | t [t]       |             |             | k [k]     | q [q]    |           |
| Occlusives   | Aspirées     | ph [pʰ]    | th [tʰ]     |             |             | kh [kʰ]   | qh [qʰ]  |           |
| Occlusives   | Prénasal.    | mp [m͡p]    | nt [n͡t]     |             |             | ŋk [ŋ͡k]   |          |           |
| Occlusives   |              | pl [p͡l]    |             |             |             | kl [k͡l]   |          |           |
| Occlusives   | Prénasal.    | mpl [m͡p͡l]  |             |             |             | ŋkl [ŋ͡k͡l] |          |           |
| Fricatives   | sourdes      | f [f]      | s [s]       |             | ɕ [ɕ]       | x [ x]    |          | h [h]     |
| Fricatives   | Sonore       | v [v]      | z [z]       |             | ʑ [ʑ]       |           |          |           |
| Fricatives   | vl [v͡l]      |            |             |             |             |           |          |           |
| Affriquées   | Sourde       |            | ts [t͡s]     |             | tɕ [t͡ɕ]     |           |          |           |
| Affriquées   | Aspirées     |            | tsh [t͡sʰ]   |             | tɕh [t͡ɕʰ]   |           |          |           |
| Affriquées   | Prénasal.    |            | ntsh [n͡t͡sʰ] |             | ntɕh [n͡t͡ɕʰ] |           |          |           |
| Liquides     | Liquides     |            |             | l [l]       |             |           |          |           |
| Nasales      | Nasales      | m [m]      | n [n]       |             | ȵ [ ɲ]      | ŋ [ŋ]     |          |           |
| Semi-voyelle | Semi-voyelle | w [w]      |             |             |             |           |          |           |

### Tons
Le gao de Wanzi est une langue tonale, avec 6 tons.
| Ton | Valeur | Exemple | Traduction |
| --- | ------ | ------- | ---------- |
| ˥   | 55     | əɯ55    | eau        |
| ˦   | 44     | vla44   | huit       |
| ˧   | 33     | plei33  | année      |
| ˨˦  | 24     | plɐ24   | sang       |
| ˩˧  | 13     | mpi13   | chèvre     |
| ˥˩  | 31     | ntau31  | oiseau     |